# Casigua (paroisse civile)
Pour les articles homonymes, voir Casigua.
Casigua est l'une des trois paroisses civiles de la municipalité de Mauroa dans l'État de Falcón au Venezuela. Sa capitale est Casigua.

## Géographie

### Hydrographie
La paroisse civile s'étirer du nord au sud depuis les plages de l'océan Atlantique où se jette le río Matícora qui la borde à l'ouest, depuis le réservoir de Matícora qui la borde au sud.

### Démographie
Hormis sa capitale Casigua, la paroisse civile abrite plusieurs localités, dont :
- Casigua
- Cuarenta Pasos
- Guaguana
- Jadagua
- La Cuchara
- Las Crucecitas
- Los Pedros
- Punta Capana